# 金大安
金大安（日语：カーネギーダイアン），是日本純種競賽馬匹。生涯主要出戰中距離賽事，曾勝出2000年青葉賞。

## 出賽前
1997年出生於北海道早來町（今安平町）北部牧場，成長途中被馬主樋口稔和購入。
其後交由栗東訓練中心練馬師松田博資訓練。

## 競賽生涯

### 3歲（現2歲）
1999年10月10日出戰京都競馬場3歲新馬戰，比賽途中於先頭第五的位置逐步推進，在最後直路開始加速衝刺，最終成功取得首勝。
其後以條件戰黃菊賞作為目標，比賽初段維持於第六左右的位置，於直路上瞬間望空衝出突破，最終超越所有對手以4馬位優勢取得領先。
然而於黃菊賞後，其出現骨折的情況，因而需要進入休養。

### 4歲（現3歲）
2000年於雅靈頓盃復出，然而受到骨折的影響下狀態未完全回復，最終以第九大敗，其後出戰春季錦標亦僅以第六完賽。
由於未能取得皋月賞的優先出賽權且獎金不足，陣營將目標轉往東京優駿（日本打吡），並安排其出戰前哨戰青葉賞。比賽開始後，其選擇保持於約莫第八左右的位置穩步推進，但於對面直路時開始抽出外檔上前，在第三彎道進一步加速，因而於最後彎道時經已進佔先頭位置。進入直路後，其繼續於中檔位置維持過彎時的走勢，最終成功透出將前方所有對手超越，以1 1/2馬位優勢戰勝領放馬Tanino Sol Cubano取得首個分級賽冠軍。
5月28日按照計劃出戰東京優駿，雖然本次比賽仍然以穩定的節奏維持於中團靠前位置，但於直路上反應平平未能順利衝刺，最終以第七落敗。
稍為休養後由於7月回歸出戰三級賽短波電台賞，但於後方位置追走下在直路上未能順利透出，最終以第六落敗。
其後再度進入休養，於年間未有繼續出賽。

### 4歲[a]
2001年上半年仍然處於休養狀態，直至11月才復出出戰賽事，但於三場賽事中均未有優秀表現。
於12月的逆瀨川錦標以第十三大敗後，未有繼續出戰任何賽事，但直至2003年6月11日才取消日本中央競馬會的註冊正式退役。

### 詳細賽績
| 日期       | 舉辦國家 | 馬場 | 距離   | 級別 | 賽事名稱   | 負重 | 騎師     | 馬號 | 出馬 | 名次 | 時間   | 頭馬（二馬）          |
| ---------- | -------- | ---- | ------ | ---- | ---------- | ---- | -------- | ---- | ---- | ---- | ------ | --------------------- |
| 10/10/1999 | 日本     | 京都 | 草1600 |      | 3歲新馬    | 53   | 藤田伸二 | 5    | 11   | 1    | 1:36.4 | （Summer Babe）       |
| 30/10/1999 | 日本     | 京都 | 草1800 |      | 黃菊賞     | 53   | 藤田伸二 | 3    | 9    | 1    | 1:47.5 | （K.O.Devil）         |
| 26/2/2000  | 日本     | 阪神 | 草1600 | GIII | 雅靈頓盃   | 55   | 藤田伸二 | 3    | 12   | 9    | 1:36.6 | 榮進寶蹄              |
| 19/3/2000  | 日本     | 中山 | 草1800 | GII  | 春季錦標   | 56   | 藤田伸二 | 2    | 15   | 6    | 1:50.1 | 大德之都              |
| 29/4/2000  | 日本     | 東京 | 草2400 | GIII | 青葉賞     | 56   | 藤田伸二 | 6    | 17   | 1    | 2:28.2 | （Tanino Sol Cubano） |
| 28/5/2000  | 日本     | 東京 | 草2400 | GI   | 東京優駿   | 57   | 藤田伸二 | 5    | 18   | 7    | 2:27.3 | 愛麗航程              |
| 27/2/2000  | 日本     | 東京 | 草1800 | GIII | 短波電台賞 | 56   | 藤田伸二 | 14   | 14   | 6    | 1:50.7 | Renaissance           |
| 4/11/2001  | 日本     | 京都 | 泥1800 |      | 花園錦標   | 57   | 高田潤   | 11   | 16   | 15   | 1:57.3 | Tamamo Ruby King      |
| 24/11/2001 | 日本     | 京都 | 草1800 | GIII | 京阪盃     | 54   | 藤田伸二 | 7    | 18   | 8    | 1:46.1 | Tenzan Seiza          |
| 15/12/2002 | 日本     | 阪神 | 草1600 |      | 逆瀨川錦標 | 57   | 藤田伸二 | 2    | 16   | 13   | 1:35.4 | Meisho Kio            |

a 由2001年開始，日本跟隨國際馬齡顯示標準，以實歲標記馬匹

## 退役後
退役後，金大安並未入種，而是於廣島縣一個馬術俱樂部休養，作為乘騎馬使用。
2008年9月，其被發現死亡，享年11歲。

## 血統簡介
父系嘉年傑爲愛爾蘭生產的法國賽駒，生涯戰績優秀，曾勝出凱旋門大賽及聖格盧大賽。祖父鞍井匠爲美國生產的英國賽駒，生涯戰績優勢，曾勝出愛爾蘭二千堅尼及日蝕大賽等賽事，配種成績亦極爲優秀，爲當時著名種馬之一。
母系Teibun Angel為美國馬匹，生涯無出賽記錄。外祖父淘金者爲美國著名種馬，於近代擁有巨大影響力，和加拿大種馬北地舞人被譽爲兩大改變世界賽馬的偉大種馬。

### 血統表
| 父線：鞍匠井系（北地舞人系）                                                 |                            |                |               |
| 種馬 嘉年傑 1999年（棗色）                                                   | 鞍匠井 1981年（棗色）      | 北地舞人       | Nearctic      |
| 種馬 嘉年傑 1999年（棗色）                                                   | 鞍匠井 1981年（棗色）      | 北地舞人       | Natalma       |
| 種馬 嘉年傑 1999年（棗色）                                                   | 鞍匠井 1981年（棗色）      | Fairy Bridge   | Bold Reason   |
| 種馬 嘉年傑 1999年（棗色）                                                   | 鞍匠井 1981年（棗色）      | Fairy Bridge   | Special       |
| 種馬 嘉年傑 1999年（棗色）                                                   | Detroit 1977年（深棗色）   | 河人           | Never Bend    |
| 種馬 嘉年傑 1999年（棗色）                                                   | Detroit 1977年（深棗色）   | 河人           | River Lady    |
| 種馬 嘉年傑 1999年（棗色）                                                   | Detroit 1977年（深棗色）   | Derna          | Sunny Boy     |
| 種馬 嘉年傑 1999年（棗色）                                                   | Detroit 1977年（深棗色）   | Derna          | Miss Barberie |
| 繁殖雌馬 Teibun Angel 1986年（棗色）                                         | 淘金者 1970年（棗色）      | Raise a Native | 天才舞者      |
| 繁殖雌馬 Teibun Angel 1986年（棗色）                                         | 淘金者 1970年（棗色）      | Raise a Native | Raise You     |
| 繁殖雌馬 Teibun Angel 1986年（棗色）                                         | 淘金者 1970年（棗色）      | Gold Digger    | Nashua        |
| 繁殖雌馬 Teibun Angel 1986年（棗色）                                         | 淘金者 1970年（棗色）      | Gold Digger    | Sequence      |
| 繁殖雌馬 Teibun Angel 1986年（棗色）                                         | Hail Maggie 1976年（棗色） | Hail to Reason | Turn-to       |
| 繁殖雌馬 Teibun Angel 1986年（棗色）                                         | Hail Maggie 1976年（棗色） | Hail to Reason | Nothirdchance |
| 繁殖雌馬 Teibun Angel 1986年（棗色）                                         | Hail Maggie 1976年（棗色） | Margarethen    | Tulyar        |
| 繁殖雌馬 Teibun Angel 1986年（棗色）                                         | Hail Maggie 1976年（棗色） | Margarethen    | Russ-marie    |
| 雌系：Margarethen系（號族：4-n）                                             |                            |                |               |
| 五代內近親交配：Hail to Reason 5×3、天才舞者 5×4、Nasrullah 5×5×5、Lalun 5×5 |                            |                |               |

## 命名由來
名字中，Carnegie（カーネギー）繼承自父系嘉年傑之名字，香港取音譯，直接翻譯為「金」，Daian（ダイアン）則可轉寫為漢字「大安」。

## 外部連結
- 金大安 netkeiba.com
- 血統表